# Kruipkattenstaart
De kruipkattenstaart (Lythrum junceum) is een overblijvende plant uit de kattenstaartfamilie ( Lythraceae). De soort komt van nature voor in het Middellandse Zeegebied. Het aantal chromosomen is 2n = 10.

De plant wordt 25-80 cm hoog en heeft rechtopstaande of neerhangende tot liggende, vierkante stengels. De lijnvormige tot langwerpige bladeren staan aan de voet van de stengel tegenover elkaar en aan de top verspreid. De onderste bladeren zijn omgekeerd eirond, tot 2 cm lang en ongeveer 1 cm breed. De bovenste bladeren zijn min of meer zittend en worden naar boven toe steeds smaller en lijnvormig.
De kruipkattenstaart bloeit vanaf juni tot in september met licht paarsrode, meestal alleenstaande bloemen. De buisvormige kelk heeft zes breed-driehoekige, 1 mm lange tanden met daartussen zes smallere. De kelk is aan de basis rood gevlekt. De zes kroonbladen zijn 5-6 mm lang. De twaalf meeldraden hebben een verschillende lengte, waarvan sommige buiten de bloemkroon steken. Het vruchtbeginsel is bovenstandig. ter voorkoming van zelfbestuiving zijn er drie bloemtypen (trimorf), die verschillen in de lengte van de stijl (heterostylie) en de meeldraden:
- kortstijlige bloemen met middellange en lange meeldraden
- middelstijlige bloemen met korte en lange meeldraden
- langstijlige bloemen met korte en middellange meeldraden.

De vrucht is een tweehokkige doosvrucht.

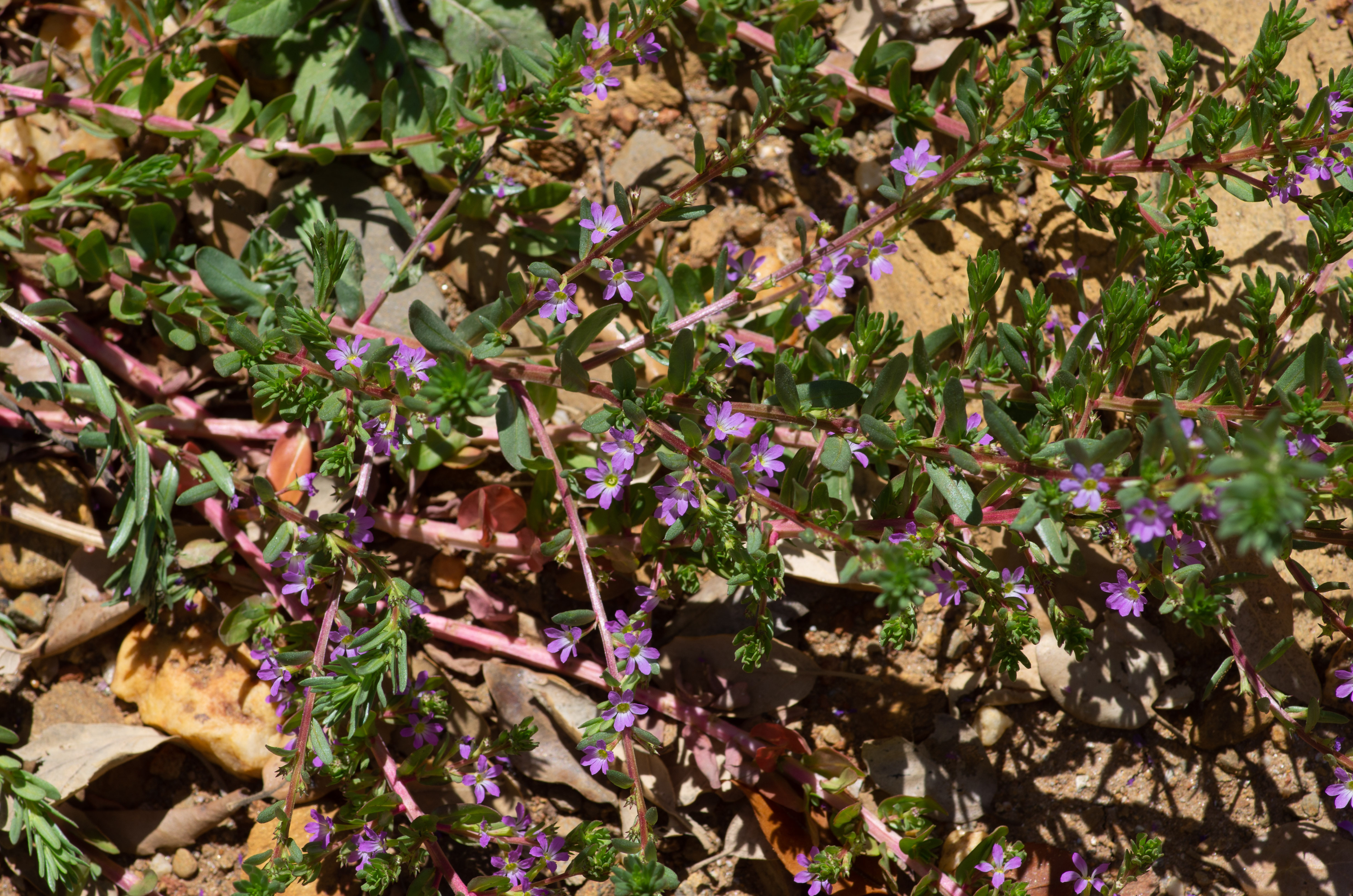
Plant
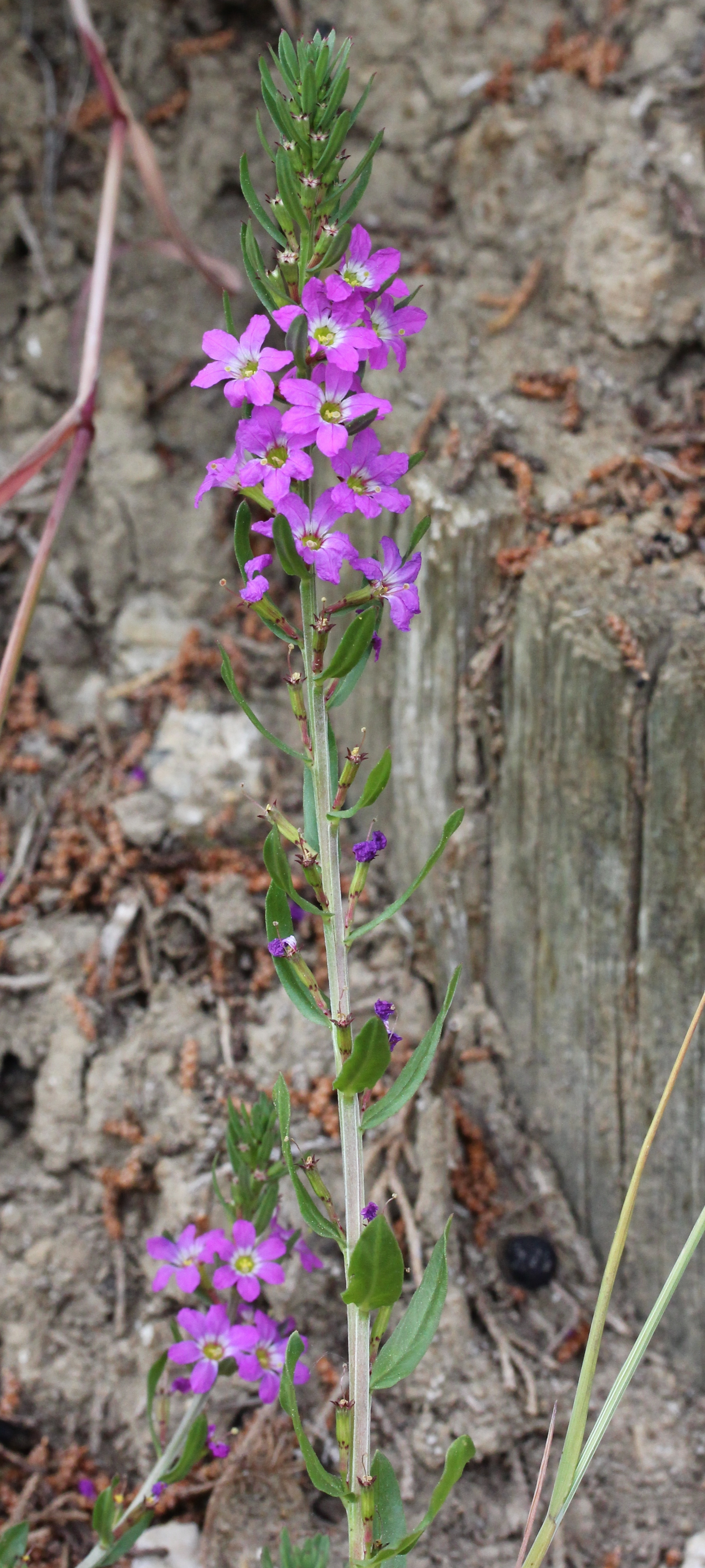
Stengel
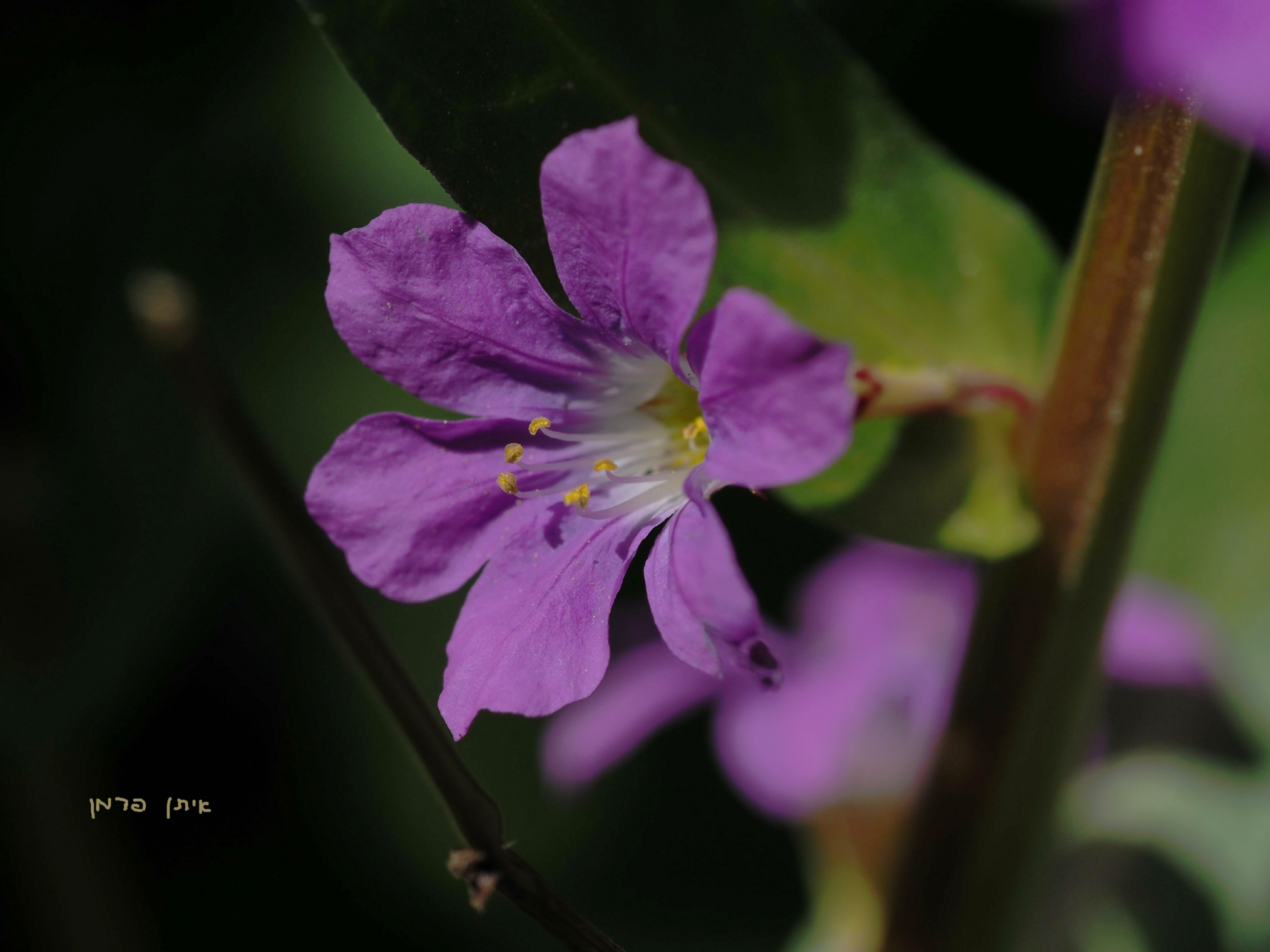
Bloem
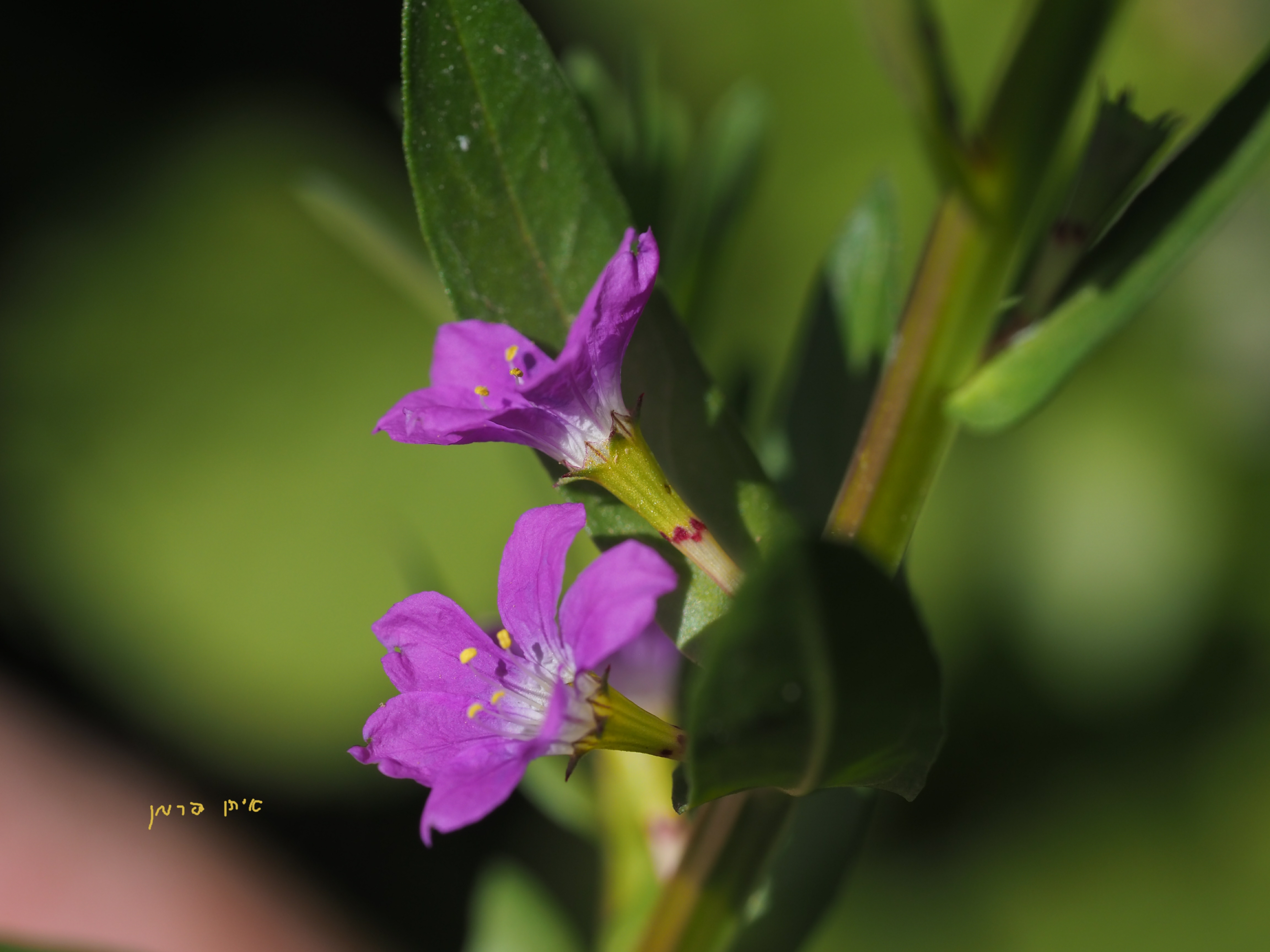
Kelk

De kruipkattenstaart komt voor op vochtige tot natte, open, voedselrijke grond.